# Маглаяни
Маглаяни — населённый пункт в общине Лакташи, которая принадлежит энтитету Республике Сербской, Босния и Герцеговина. По результатам югославской переписи населения 1991 года в Маглаяни проживало 1490 человек.

## История
30 октября 2011 года по случаю открытия в Маглаяни водовода город посетил президент Республики Сербской Милорад Додик.

## Спорт
В городе есть футбольный клуб ФК Борац (Маглаяни)

## Население
| 1961                           | 1971 | 1981 | 1991 | - | - | - |
| ------------------------------ | ---- | ---- | ---- | - | - | - |
| 1479                           | 1333 | 1455 | 1490 | - | - | - |
| Гистограмма динамики населения |      |      |      |   |   |   |

### Национальный состав
1961 год:
- Сербы — 1462
- Хорваты — 14
- Мусульмане — 3
- Другие — 2

1971 год:
- Сербы — 1319
- Хорваты — 621
- Югославы — 5
- Другие — 6
- Мусульмане — 1
- Македонцы — 1

1981 год:
- Сербы — 1326
- Хорваты — 6
- Югославы — 116
- Другие — 6
- Мусульмане — 1

1991 год:
- Сербы — 1416
- Хорваты — 4
- Югославы — 32
- Другие — 36
- Мусульмане — 2